# Ванек, Пьер
Пьер Ванек, настоящее имя Пьер Аугуст ван Хеке (англ. Pierre Vaneck; 15 апреля 1931, Лангшон, Французский Индокитай, ныне Вьетнам — 31 января 2010, Париж) — французский актёр бельгийского происхождения.

## Биография
Сын бригадного генерала Альфонса ван Хеке и Эммы Янсенс. Вырос в Антверпене, Бельгия.
В 17 лет поехал учиться медицине в Париж. Кроме медицины брал уроки актёрского мастерства на курсах Рене Симона и в консерватории в классе Анри Роллана. На жизнь зарабатывал, работая шорником, а по вечерам выступал в кабаре на Левом берегу, читая поэмы Франсуа Вийона.

### Профессиональная карьера
Впервые выступил на театральной сцене в 1952 году в роли Людовика XIII в «Трёх мушкетёрах».
В 1955 впервые сыграл крупную роль в кино в фильме Жюльена Дювивье «Marianne de ma jeunesse».
В дальнейшем играл как на сцене, так и в кино. Публике особенно известен ролью отца Фабьена Козма в одноимённом сериале, а также во многих сериалах (Les Grandes Marées, Garonne, Aux frontières du possible…).
Вместе с другими актёрами принял участие в записи двух дисков классической французской поэзии.
Обладая выразительным голосом и хорошей дикцией нередко приглашался в качестве актёра дубляжа в основном фильмов производства киностудий США.

### Смерть
Умер 31 января в больнице после операции на сердце. После пышных церемоний в парижской церкви Святого Роха тело было погребено на холмах Люберона.

### Личная жизнь
Был женат на Софи Беккер, дочери кинорежиссёра Жака Беккера, сестре режиссёра Жана Беккера и оператора-постановщика Этьена Беккера.
Внучка Аурели и внук Тибо пошли по стопам деда и стали актёрами; оба снялись в телесериале «Plus belle la vie» канала France 3.

## Фильмография
Кино
- 1954 — За запертой дверью режиссёр Жаклин Одри — Солдат
- 1955 — Marianne de ma jeunesse] режиссёр Жюльен Дювивье — Vincent Loringer
- 1956 — Если бы нам рассказали о Париже режиссёр Саша Витри — Франсуа Вийон
- 1956 — Celui qui doit mourir режиссёр Жюль Дассен — Maналиос / Иисус Христос
- 1956 — Pardonnez nos offenses (film)|Pardonnez nos offenses режиссёр Робер Оссейн — Рене
- 1958 — Thérèse Étienne]] режиссёр [[Denys de La Patellière — Gottfried Muller
- 1958 — La Moucharde — Frédéric Martignac
- 1958 — Une balle dans le canon режиссёры Charles Gérard и Michel Deville — Тони
- 1960 — Merci Natercia режиссёр Pierre Kast — Alain
- 1960 — La Morte-Saison des amours режиссёр Pierre Kast — Sylvain
- 1961 — Знаменитые любовные истории]] режиссёр Michel Boisrond — Рене де Ла Рош
- 1961 — [[Месть Марсельца режиссёр Jean Becker — Ксавье Аде
- 1963 — Vacances portugaises режиссёр Pierre Kast — Пьер
- 1965 — Tournoi (film) — Récitant/Narrateur (Voix)
- 1966 — Les Iles enchantées (As Ilhas encantadas) режиссёр Carlos Vilardebo — Abrantes
- 1966 — Горит ли Париж? режиссёр René Clément — майор Галуа
- 1968 — L'Étrangère (film, 1968) режиссёр Sergio Gobbi — François
- 1969 — Maldonne (film) режиссёр Sergio Gobbi — Jacques Christens
- 1969 — Les Patates режиссёр Claude Autant-Lara — Un soldat allemand
- 1970 — L'Île aux coquelicots de Salvatore Adamo
- 1971 — Biribi (film)|Biribi режиссёр Daniel Moosmann — Ponchard
- 1974 — L'Ironie du sort (film, 1974) режиссёр Édouard Molinaro — Werner Von Rompsay
- 1974 — Le Seuil du vide режиссёр Jean-François Davy — Dr. Liancourt
- 1980 — Le Soleil en face режиссёр Pierre Kast — Le
- 1980 — Легион высаживается в Колвези, режиссёр Рауль Кутар — полковник Грассе
- 1983 — Eréndira (film) режиссёр Ruy Guerra — Le père d’Ulysse
- 1984 — L'Année des méduses режиссёр Christopher Frank — Pierre
- 1987 — Sweet Country — Père Venegas
- 1987 — Le Cœur musicien режиссёр Frédéric Rossif — рассказчик
- 1988 — Les Pyramides bleues — Noah
- 1991 — Les Enfants du vent — Le maire
- 1992 — Sur la terre comme au ciel (film, 1992) (Svo a jöröu sem a himni) — Dr. Charcot
- 1993 — Vent d'est режиссёр Робер Энрико — Dr. Hoop
- 1995 — Отелло режиссёр Oliver Parker — Брабанцио
- 1996 — La Propriétaire режиссёр Ismail Merchant — Raymond T.K.
- 1999 — Furia (film) режиссёр Alexandre Aja — Aaron
- 2000 — Là-bas... mon pays режиссёр Alexandre Arcady — Blanville
- 2006 — Наука сна режиссёр Michel Gondry — месье Пуше
- 2008 — Два дня для убийства режиссёр Жан Беккер — отец Антуана

Телевидение:
- 1957 : Двенадцатая ночь — герцог Орсино
- 1959-1964 : La caméra explore le temps (сериал) : De la Villiröuet / Рудольф Габсбург
- 1962 : Le Dossier Chelsea Street (téléfilm, 1962) Марселя Блюваля по работе Walter Weideli) : Steward
- 1965 : Выстрел (по роману А.С.Пушкина), телефильм Вилли Хольта : Сильвио
- 1968 : Sarn (téléfilm)|Sarn Клода Сантели : Кестер
- 1971-1974 : Aux frontières du possible (телесериал) : Yan Thomas
- 1972 : Pas de frontière pour l'inspecteur - Le milieu n'est pas tendre (телефильм) : Stam/de Winter
- 1973 : Le reflet dans la mer (телефильм) : Karl de Lincken
- 1973 : Héloïse et Abélard (телефильм) : Abélard
- 1974 : Un bon patriote (телефильм) : Альфред Редль
- 1974 : La logeuse (телефильм) : M. Tienne
- 1974 : Макбет (фильм) (телефильм) : Макбет / Банко
- 1975 : Les Exilés (téléfilm) (телефильм) : Richard Rowan
- 1975 : Saint-Just et la force des choses (телефильм) - Максимильен Робеспьер ((Maximilen Robespierre)
- 1976 : L'Homme d'Amsterdam режиссёр Victor Vicas (телесериал) : Pierre Vermeer
- 1976-1986 : Cinéma 16 (телесериал) : 
  - 1976 : Le Temps d'un regard режиссёр Boramy Tioulong : Marc Audran
  - 1976 : La Vie en pièces режиссёр Daniel Moosmann :  Arthur
  - 1982 : Je tue il режиссёр Pierre Boutron : Le romancier
  - 1986 : Le Collier de velours режиссёр Jean Sagols :  Charles Courville
- 1978 : Meurtre sur la personne de la mer (телефильм) : Werner Kuntz
- 1978 : Les bonnes âmes (телефильм) : Henry Granier
- 1978 : Le vent sur la maison режиссёр Franck Apprederis, (телефильм) : Rémy
- 1980 : La fin du marquisat d'Aurel (телесериал) : Palamède d'Aurel
- 1981 : Histoires extraordinaires (série télévisée) : Dupin
- 1981 : Cinq-Mars (série télévisée) Жан-Клода Бриали : Людовик XIII
- 1983 : Les mouettes sur la Saône (телефильм) : Lazare
- 1984 : Рубин (телефильм) : Sévère
- 1985 : Les fanas du ciné (телефильм) : Georges
- 1985 : Le Passage (téléfilm, 1985) (телефильм) : Cazzaro
- 1986 : The Collectors (телесериал) : Charles Thieron
- 1987 : Спрут 3 (La piovra 3) (телесериал) : Карло Антинари
- 1988 : La face de l'ogre (телефильм) : Ringler
- 1989 : Le hérisson (телефильм) : Paul
- 1990 : Orages d'été, avis de tempête (телесериал) : John
- 1992 : Les Cœurs brûlés (mini-série) (телесериал) : Marc Leroy
- 1992 : Haute tension (série télévisée, 1988) (телесериал) : Alexandre Desterac
- 1993 : Les Grandes Marées (телесериал) : Bruno Feldman
- 1993 : Meurtre en ut majeur (телефильм) : Walter Caldor
- 1995 : L'enfant des rues (телефильм) : Giroud
- 1996 : Berjac: Coup de maître (телефильм) : Longari
- 1997 : La Serre aux truffes (телефильм) : Pierre-Simon Sigliat
- 1997 : Madame le Consul (телесериал) : François Maillant
- 1999 : Un et un font six (телесериал) : Эрик, отец Рафаэля и Грег
- 1999 : Justice (téléfilm, 1999) : Gilbert Le Guen
- 1999 : Retour à Fonteyne : Aurélien Laverzac
- 2001 : Le secret d'Alice : Jacques
- 2001 : Dette d'amour (телефильм) : Gérard
- 2001-2007 : Fabien Cosma]] (телесериал) : André Cosma
- 2002 : Garonne (mini-série) : François
- 2002 : La source des Sarrazins (телефильм) : Armand
- 2003 : Louis Page (série télévisée) : Adrien Laroche
- 2004 : Déjeuner chez Wittgenstein (телефильм) : Voss
- 2004 : Римская империя: Нерон (телефильм) : Апостол Павел
- 2005 : Pas de ciel au-dessus de l'Afrique (телефильм) : Ian Coburn
- 2009 : A.D.A. L'argent des Autres (телефильм) : Jorgenson

Театр:
- 1952 : Три мушкетёра по А.Дюма
- 1953 : Sud по Жюлбену Гину, инсценировка - Jean Mercure, Théâtre de l'Athénée
- 1953 : La Maison de la nuit автор Thierry Maulnier, инсценировка - Marcelle Tassencourt и Michel Vitold, Théâtre Hébertot
- 1953 : La Chair de l'orchidée Дж. Чейзу, инсценировка - Робер Оссейн, театр Гран-Гиньоль
- 1954 : Pour le roi de Prusse автор Maurice Bray, он же инсценировал - Théâtre Hébertot
- 1954 : L'Ennemi автор Julien Green, инсценировка - Fernand Ledoux, Théâtre des Bouffes-Parisiens
- 1955 : La Chair de l'orchidée адаптация Frédéric Dard и Marcel Duhamel по Дж. Чейзу, инсценировка - Робер Оссейн, театр Гран-Гиньоль
- 1955 : Нескончаемая песня автор André Josset, инсценировка - Jean Mercure, Théâtre Montparnasse
- 1955 : Веер леди Уиндермир автор Уайльд, Оскар, инсценировка - Marcelle Tassencourt, Théâtre Hébertot, 1956 : Théâtre Daunou
- 1958 : Оглянись во гневе автор Осборн, Джон, инсценировка -Raymond Gérôme, Théâtre des Mathurins
- 1959 : Бесы автор Камю, Альбер по роману Достоевского, инсценировка - Альбер Камю, Théâtre Antoine
- 1959 : Долгий день уходит в ночь автор О’Нил, Юджин, инсценировка - Marcelle Tassencourt, Théâtre Hébertot
- 1960 : Долгий день уходит в ночь автор Юджин О'Нил, инсценировка - Marcelle Tassencourt, Théâtre Marigny
- 1960 : Юлий Цезарь автор Уильям Шекспир, инсценировка - Барро, Жан-Луи, Театр «Одеон»
- 1961 : Les Violons parfois автор Франсуа́зы Сага́н, инсценировка - Jerome Kilty, Théâtre du Gymnase
- 1962 : L'Aiglon автор Edmond Rostand, инсценировка - Henry Mary, Театр Шатле́
- 1963 : La Guerre de Troie n'aura pas lieu автор Жан Жироду, инсценировка - Жан Вила́р, Авиньонский фестиваль
- 1963 : Сид автор Пьер Корне́ль, инсценировка - Marcelle Tassencourt, Théâtre de l'Athénée
- 1964 : Lorenzaccio автор Альфре́д де Мюссе́, инсценировка - Raymond Rouleau, Театр де ла Вилль
- 1964 : Luther автор Джон Осборн, инсценировка - Georges Wilson, Авиньонский фестиваль
- 1965 : Luther автор Джон Осборн, инсценировка - Georges Wilson, Национальный народный театр Théâtre de Chaillot
- 1965 : La Calèche автор Жан Жионо, инсценировка - Jean-Pierre Grenier, Théâtre Sarah Bernhardt
- 1965 : Гамлет автор Уильям Шекспир, инсценировка - Georges Wilson, TNP Théâtre de Chaillot, Авиньонский фестиваль
- 1966 : La Calèche автор Jean Giono, инсценировка - Jean-Pierre Grenier, Théâtre des Célestins
- 1967 : Le Duel автор Чехов, Антон Павлович, инсценировка - Андре́ Барса́к, Théâtre de l'Atelier
- 1967 : Pygmalion автор George Bernard Shaw, инсценировка - Pierre Franck, Théâtre de l'Œuvre
- 1969 : Пигмалион автор Шоу, Джордж Бернард, инсценировка - Pierre Franck, Théâtre des Célestins
- 1970 : Дон Жуан автор Мольер, инсценировка - Stellio Lorenzi, Théâtre de Nice
- 1973 : La Reine de Césarée автор Робер Бразийак, инсценировка - Jean-Laurent Cochet, Théâtre Moderne
- 1977 : Ночь игуаны автор Уильямс, инсценировка - Andreas Voutsinas, Théâtre des Bouffes du Nord
- 1980 : La musique adoucit les mœurs автор Том Сто́ппард, инсценировка - Robert Dhéry, Театр де ла Вилль
- 1983 : Les Exilés автор Джеймс Джойс, инсценировка - Andréas Voutsinas, Théâtre Renaud-Barrault
- 1985 : Retour à Florence автор Ге́нри Джеймс, адаптация сюжета Jean Pavans, инсценировка - Симона Бенмюсса́, Théâtre Renaud-Barrault
- 1986 : La Salle d'attente, инсценировка - Jean-Pierre Granval, Théâtre Renaud-Barrault
- 1987 : La Ronde автор Артур Шницлер, инсценировка - Альфре́до А́риас, Театр «Одеон»
- 1987 : Le Secret автор Henri Bernstein, инсценировка - Andréas Voutsinas, Théâtre Montparnasse
- 1989 : Le Secret автор Henri Bernstein, инсценировка - Andréas Voutsinas, Théâtre des Célestins
- 1989 : La Traversée de l'hiver автор Ясмина Реза, инсценировка - Patrice Kerbrat, Centre national de création d'Orléans, 1990 : Théâtre national de la Colline
- 1990 : La Fonction автор Jean-Marie Besset, инсценировка - Patrice Kerbrat, Studio des Champs-Elysées
- 1992 : Страшный суд автор Берна́р-Анри́ Леви́, инсценировка - Jean-Louis Martinelli, Théâtre de l'Atelier
- 1993 : Passions secrètes автор Jacques-Pierre Amette, инсценировка - Patrice Kerbrat, Théâtre Montparnasse
- 1994 : « Art » автор Ясмина Реза, Театр Елисейских Полей и гастроли в провинциях.
- 1996 : La Cour des comédiens автор Антуан Витез, инсценировка - Georges Lavaudant, Авиньонский фестиваль
- 1999 : Копенгаген автор Майкл Фрейн, инсценировка - Michael Blakemore, Théâtre Montparnasse
- 2002 : Hysteria автор Terry Johnson, инсценировка - Джон Малкович, Théâtre Marigny
- 2003 : Déjeuner chez Wittgenstein автор То́мас Бе́рнхард, инсценировка - Hans Peter Cloos, Théâtre de l'Athénée-Louis-Jouvet, Théâtre Montparnasse в 2004 году
- 2006 : Opus Cœur автор Israël Horovitz, инсценировка - Stéphan Meldegg, Théâtre Hébertot
- 2008 : Rock'N'Roll автор Tom Stoppard, инсценировка - Daniel Benoin, Théâtre national de Nice
- 2009 : A.D.A. L'Argent des Autres автор Jerry Sterner, инсценировка - Daniel Benoin, Théâtre national de Nice

Дубляж
- 1958 : Lex Barker в фильме Le Fils du corsaire rouge
- 1958 : Lee Patterson в фильме Джек-потрошитель
- 1960 : Ed Fury в фильме La Reine des Amazones
- 1961 : Антонио Молино Рохо в фильме Le Gladiateur invincible
- 1962 : Э́нтони Пе́ркинс в фильме Процесс
- 1964 : Sean Flynn в фильме Le Signe de Zorro
- 1964 : Sean Flynn в фильме Le Temple de l'éléphant blanc
- 1964 : Ричард Уидмарк в фильме Корабли викингов
- 1966 : Sean Flynn в фильме Sept Colts du tonnerre
- 1972 : Роберт Дюваль в фильме Крёстный отец (первый дубляж)
- 1972 : Рой Шайдер в фильме Un Homme est Mort
- 1984 : Джеймс Вудс в фильме Однажды в Америке (первый дубляж)
- 1999 : Теренс Стэмп в фильме L'Anglais

## Дискография
- L'Aiglon (Эдмо́на Роста́на), с Пьером Ванеком и Jacques Dumesnil. Презентация Maurice Clavel. Deutsche Grammophon Gesellschaft coll. Archive Littéraire №43900/1
- Florilège de la Poésie Amoureuse Française : Moyen Âge - Renaissance. Поэму читают Эммануэль Рива и Пьер Ванек. Deutsche Grammophon Gesellschaft coll. Archive Littéraire №43905

## Награды и номинации
- Премия Мольера 1988 года за комедийную роль второго плана — роль в пьесе Le Secret
- Премия Мольера 1995 года за комедийную роль — роль в пьесе Art
- Премия синдиката критиков 2003 года за лучшую комедийную театральную роль в произведении Déjeuner chez Wittgenstein (RitterDeneVoos)
- Премия Мольера 2005 года за комедийную роль — роль в произведении Déjeuner chez Wittgenstein (RitterDeneVoos)
- Номинация на кинопремию Сезар 2009 года за лучшую роль второго плана в фильме «Два дня для убийства»